# Vincenzo Borgarello
Vincenzo Borgarello (Cambiano, 9 de maio de 1884 - Turim, 6 de janeiro de 1969) foi um ciclista profissional da Itália.
Venceu em 1912 três etapas do Giro d'Italia 1912 e duas do Tour de France 1912.